# Pachycormus
Pachycormus è un genere di pesci ossei estinto, appartenente ai pachicormiformi. Visse nel Giurassico inferiore (Toarciano, circa 185 – 182 milioni di anni fa) e i suoi resti fossili sono stati ritrovati in Europa.

## Descrizione
Questo pesce era di dimensioni medio-grandi e poteva a volte superare il metro di lunghezza. Il corpo, simile a quello di un tonno, era idrodinamico e dotato di lunghe pinne pettorali falciformi, come tutti i suoi stretti parenti. La pinna caudale era a mezzaluna e profondamente biforcuta. Non erano presenti pinne pelviche, mentre quella dorsale e anale erano ridotte. Il corpo era ricoperto da piccole scaglie dotate di ganoina, mentre il cranio era dotato di una sorta di breve rostro (l’osso rostrodermetmoide) dotato di denti; tuttavia, al contrario di altri pachicormiformi, questo osso non era particolarmente sviluppato e i denti erano di piccole dimensioni. Alla base della pinna caudale era presente una spina emale molto sviluppata, a forma di triangolo, che probabilmente serviva a sostenere i potenti muscoli caudali.

## Classificazione

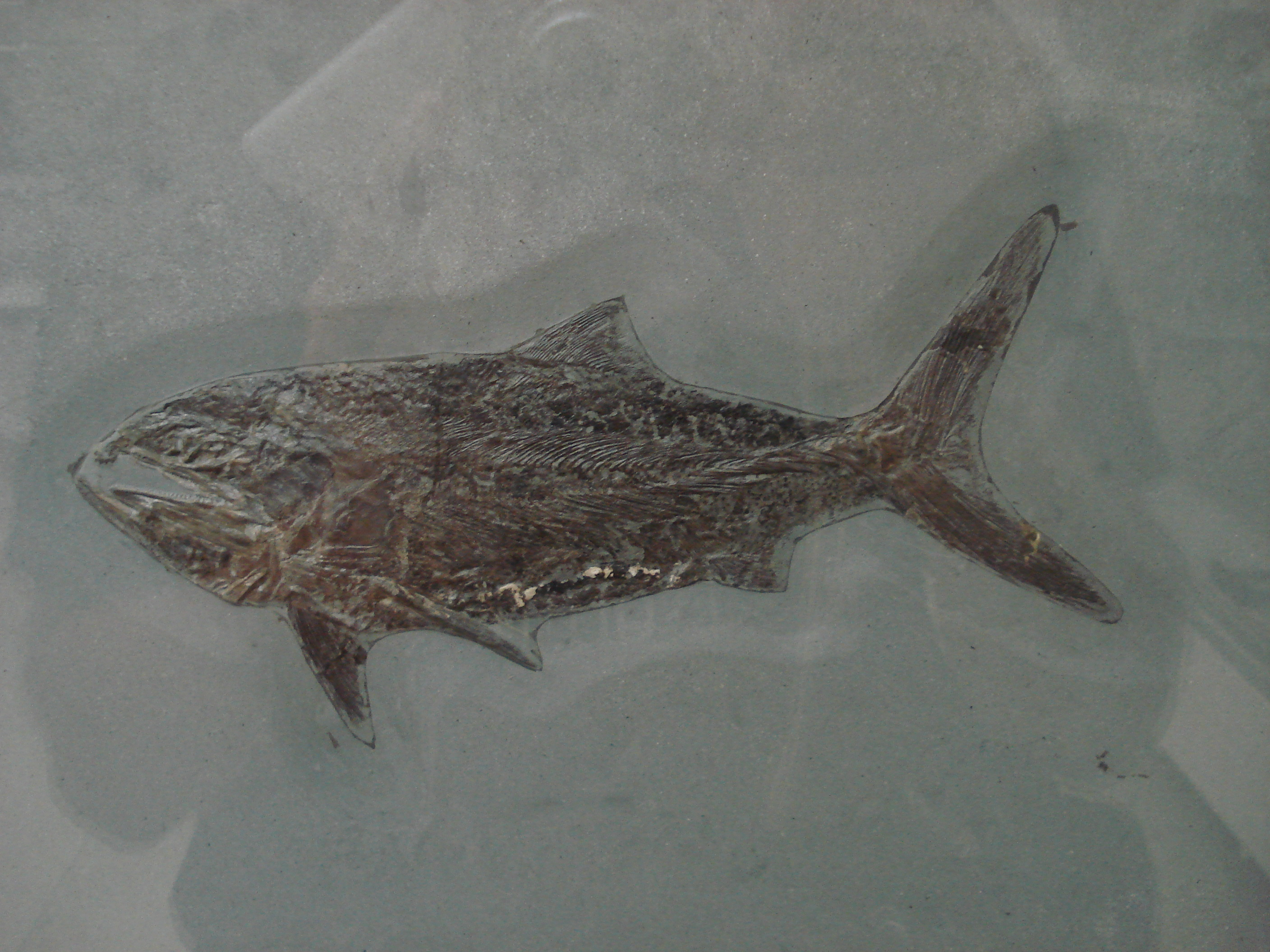
Fossile di Pachycormus curtus

Il genere Pachycormus venne istituito nel 1833 da Louis Agassiz nell'ambito della sua opera Recherche sur les poissons fossiles. La specie tipo, P. macropterus della Francia e della Germania, venne descritta per la prima volta già nel 1818 da de Blainville, che l'attribuì però al genere Elops. Successivamente Agassiz descrisse altre specie: P. curtus e P. intermedius della Germania (quest'ultima considerata ora appartenente al genere Euthynotus), P. acutirostris dell'Inghilterra. Altre specie descritte successivamente sono P. elongatus, descritta da Sauvage nel 1875 e proveniente dalla Francia, e P. bollensis della Germania, descritta nel 1858 da Quenstedt e a volte attribuita al genere Saurostomus.
Pachycormus era un genere molto diffuso in Europa nel Toarciano, ed è stato ritrovato in Francia, Germania, Inghilterra, Italia, Lussemburgo e Belgio. È il genere eponimo dei pachicormiformi, un gruppo di pesci ossei ritenuti piuttosto vicini all'origine dei teleostei. Pachycormus, in particolare, sembrerebbe essere una forma intermedia tra i grandi pachicormiformi filtratori come Leedsichthys e i pachicormiformi predatori come Orthocormus (Lindkvist, 2012).

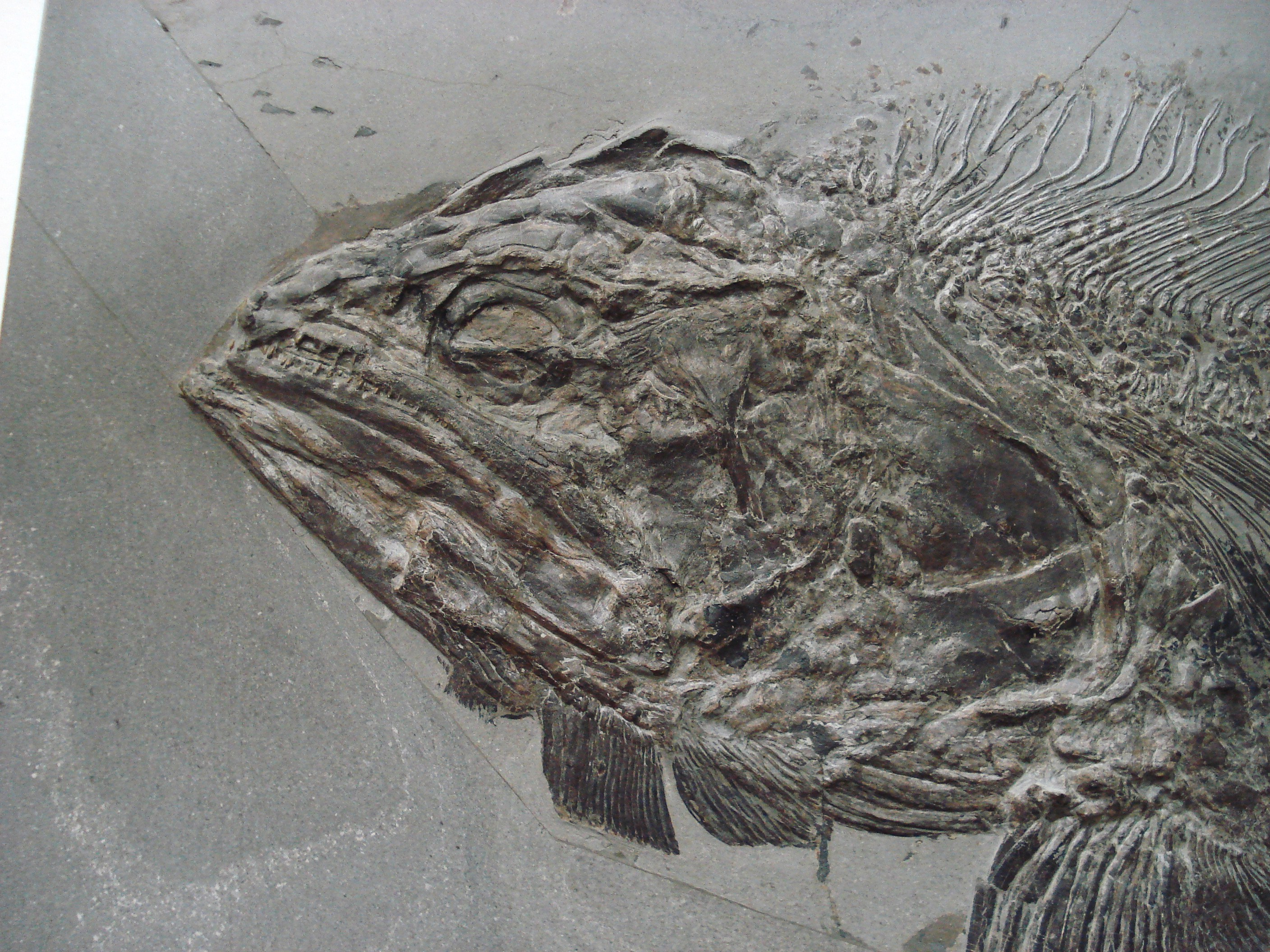
Cranio di Pachycormus bollensis

## Paleobiologia
Sembra che le specie del genere Pachycormus fossero ottime nuotatrici, e che predassero piccoli pesci o cefalopodi come le belemniti.

## Galleria d'immagini

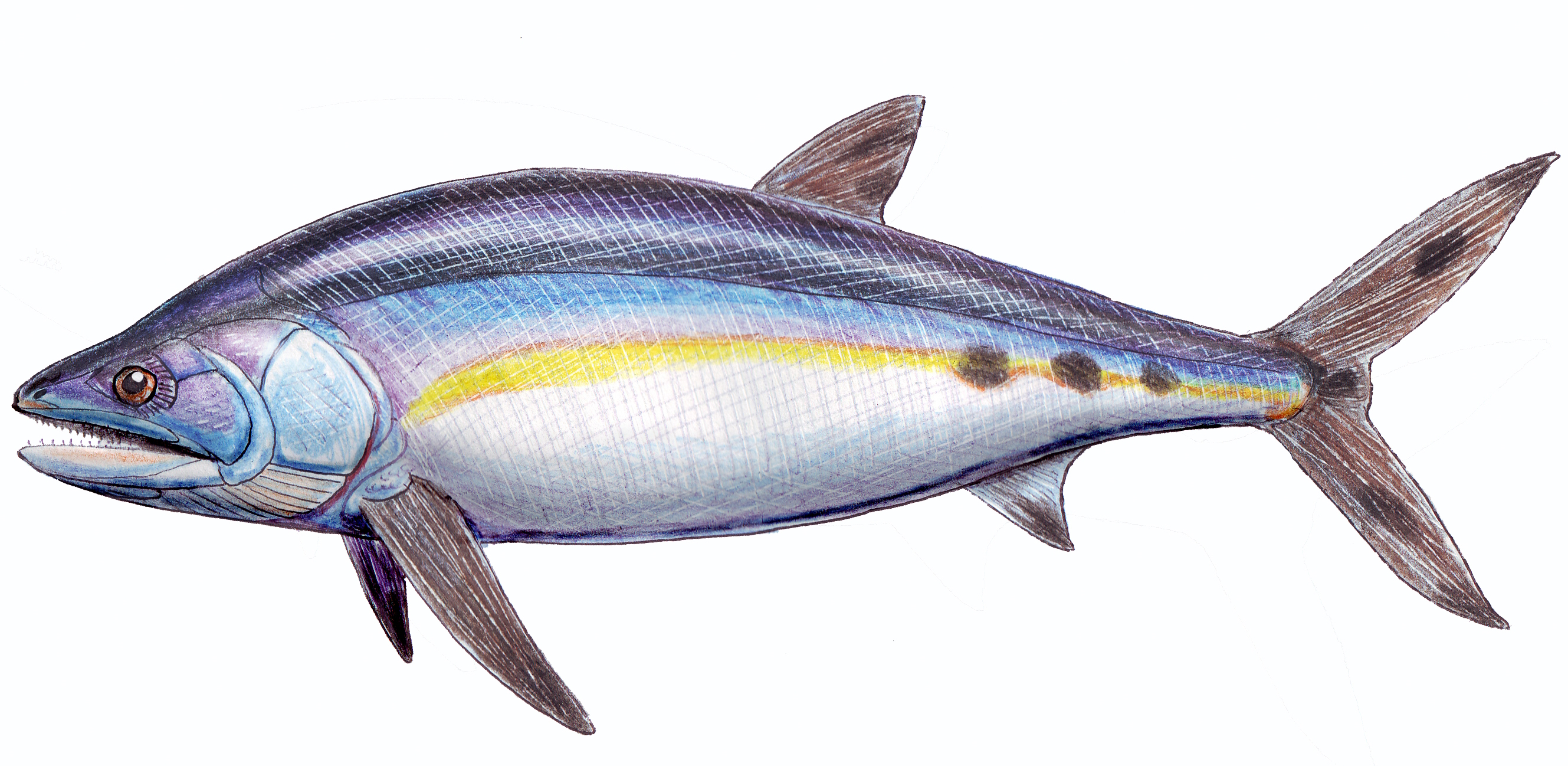
Ricostruzione di Pachycormus macropterus
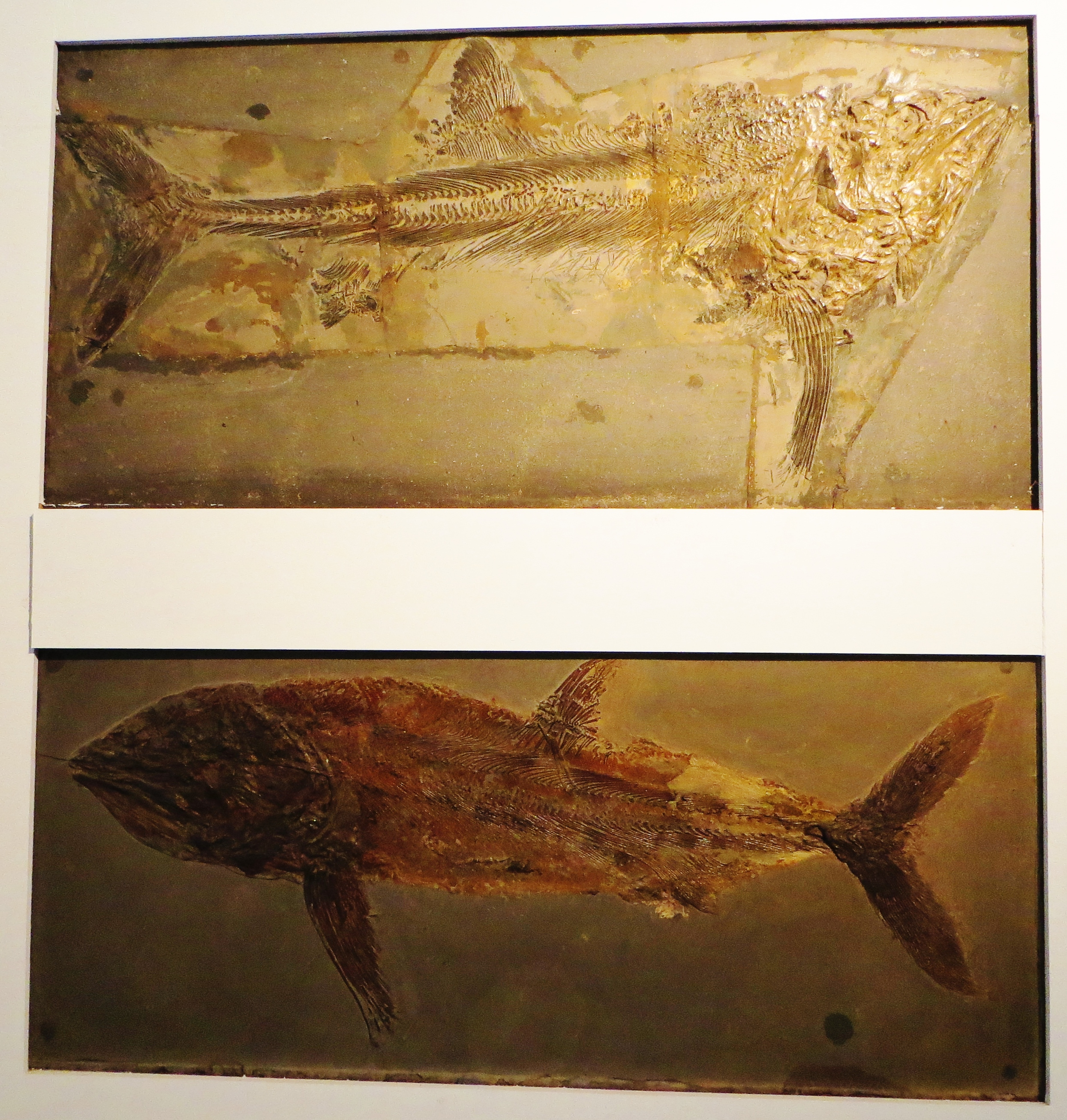
Fossili di Pachycormus bollensis
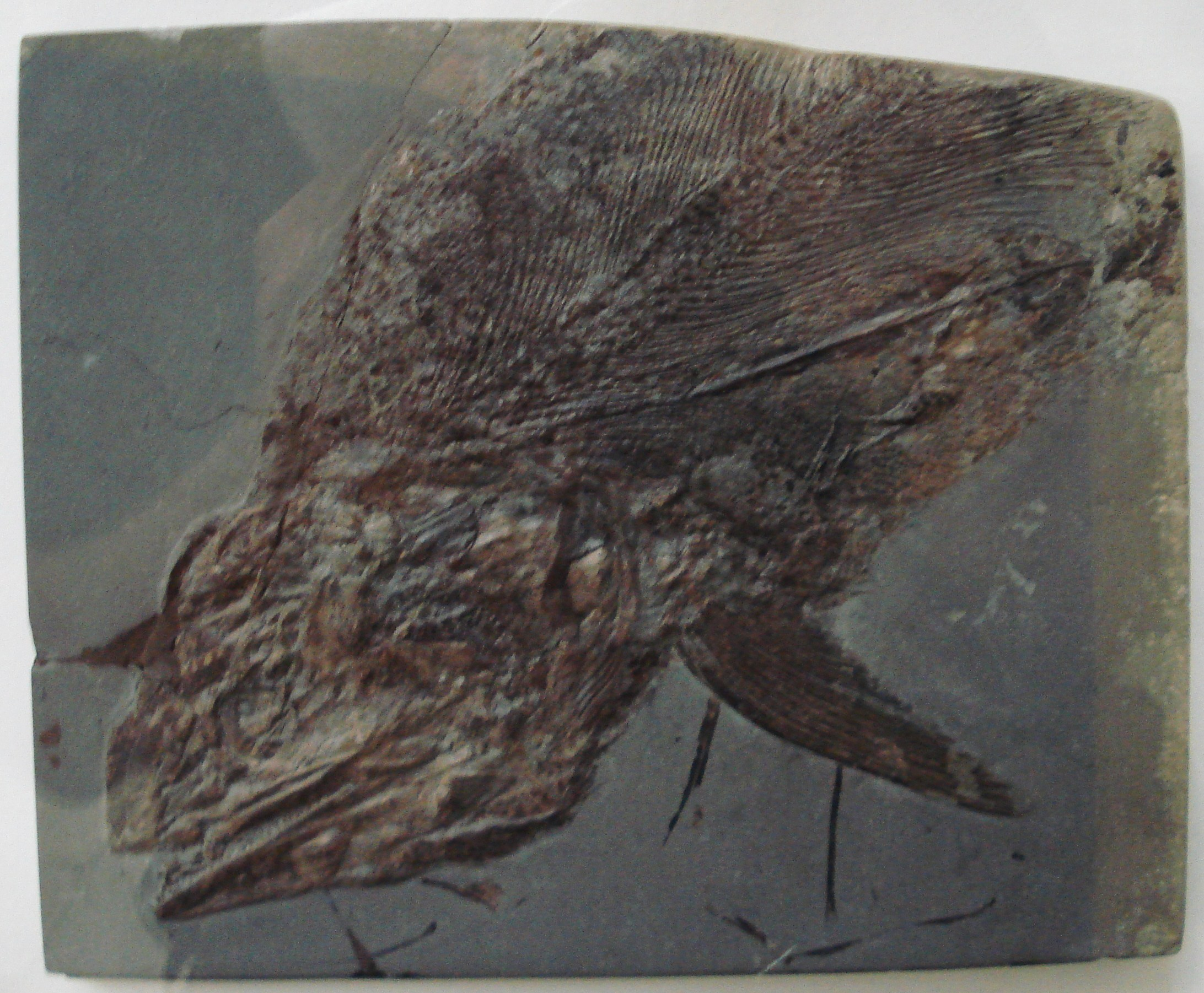
Fossile di Pachycormus bollensis
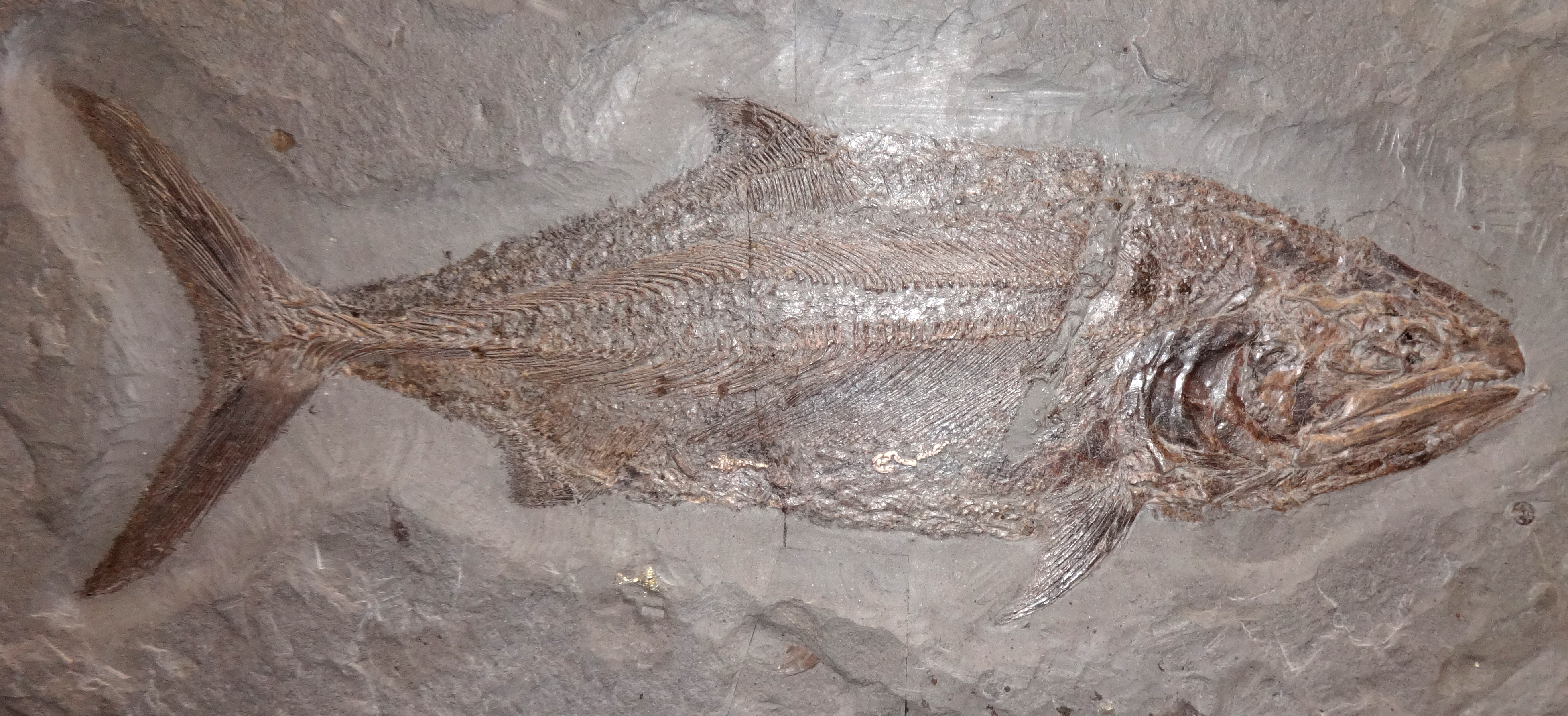
Fossile di Pachycormus curtus
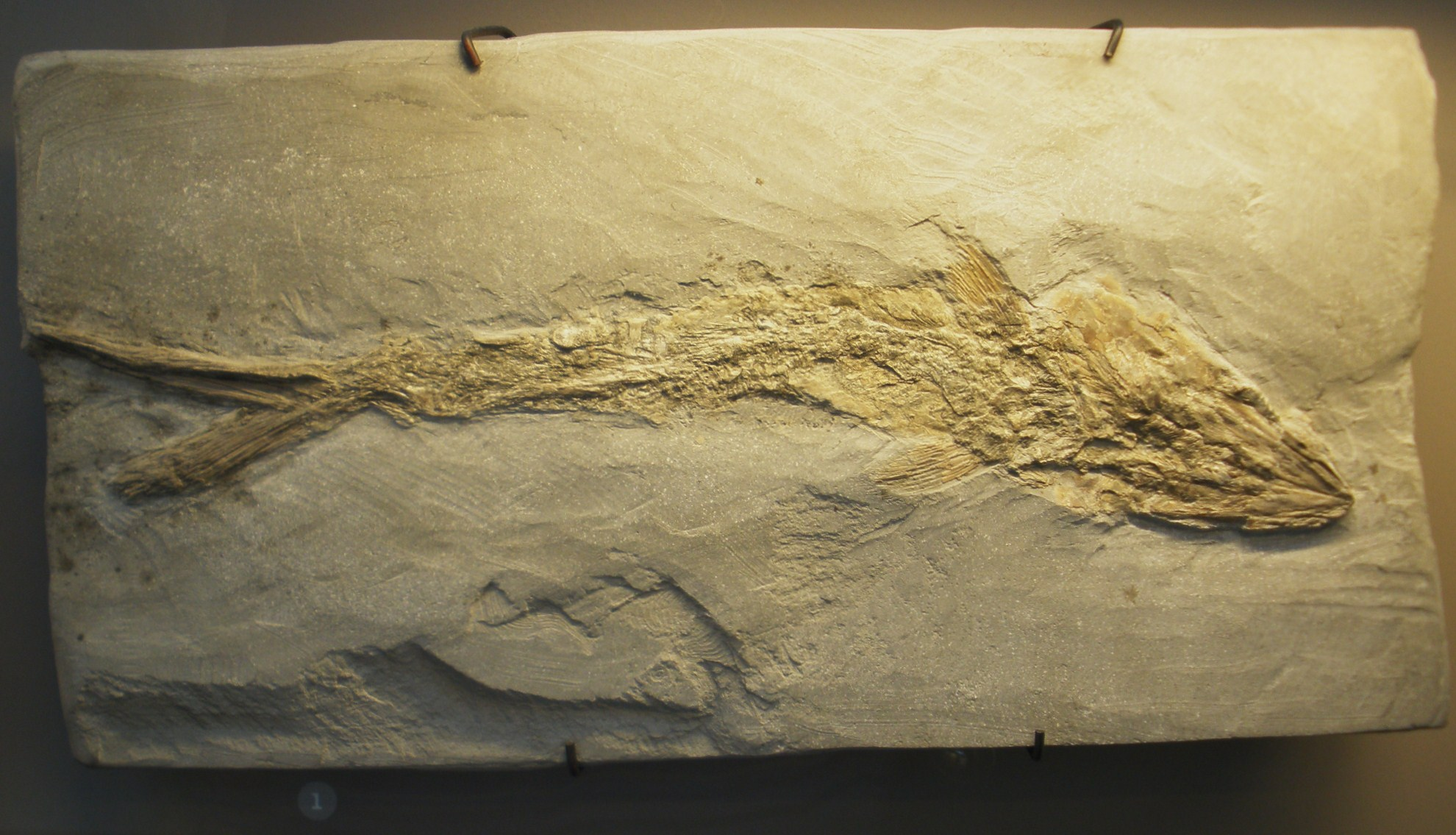
Fossile di Pachycormus aff. curtus
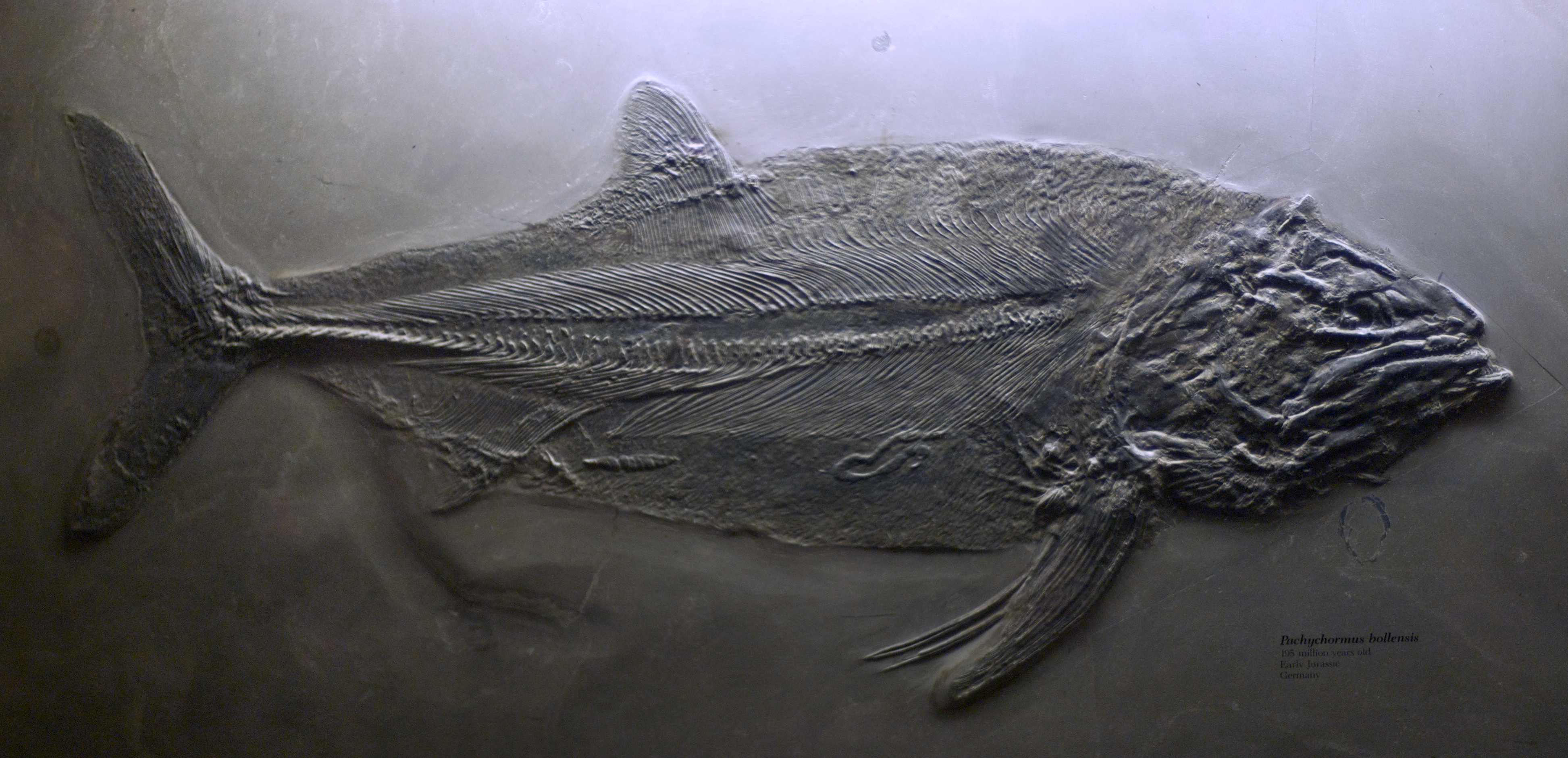
Fossile di Pachycormus bollensis
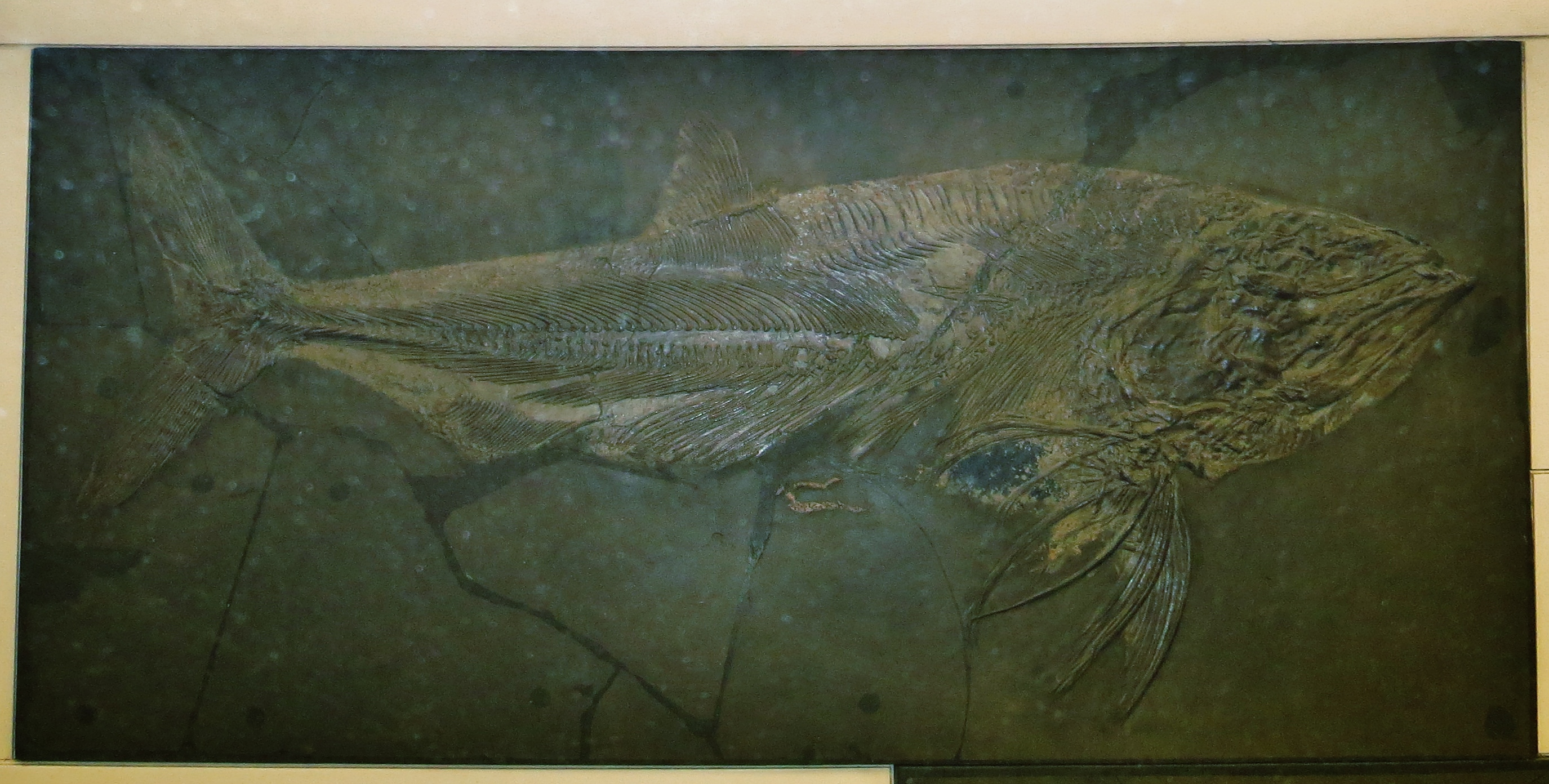
Fossile di Pachycormus bollensis
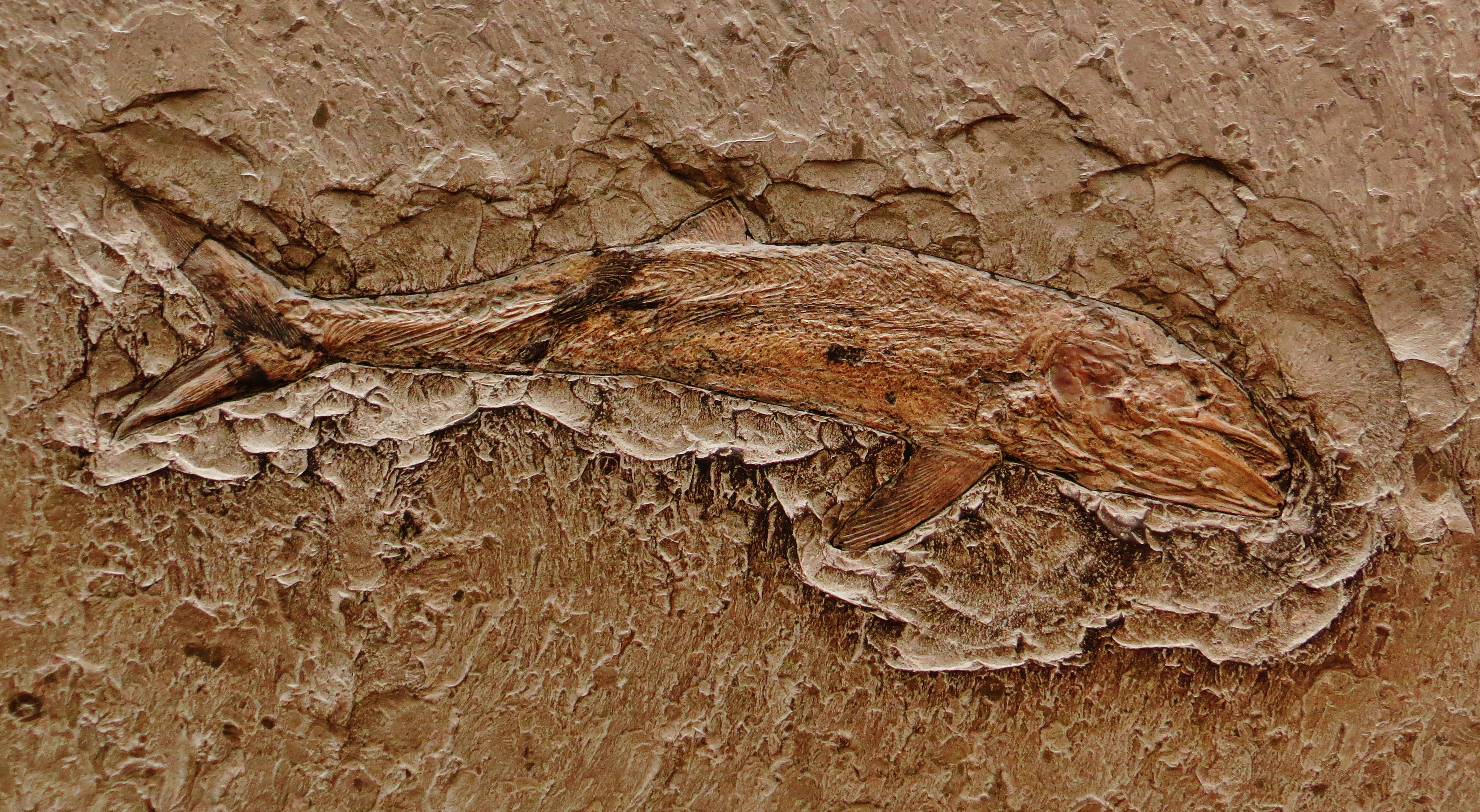
Fossile di Pachycormus macropterus
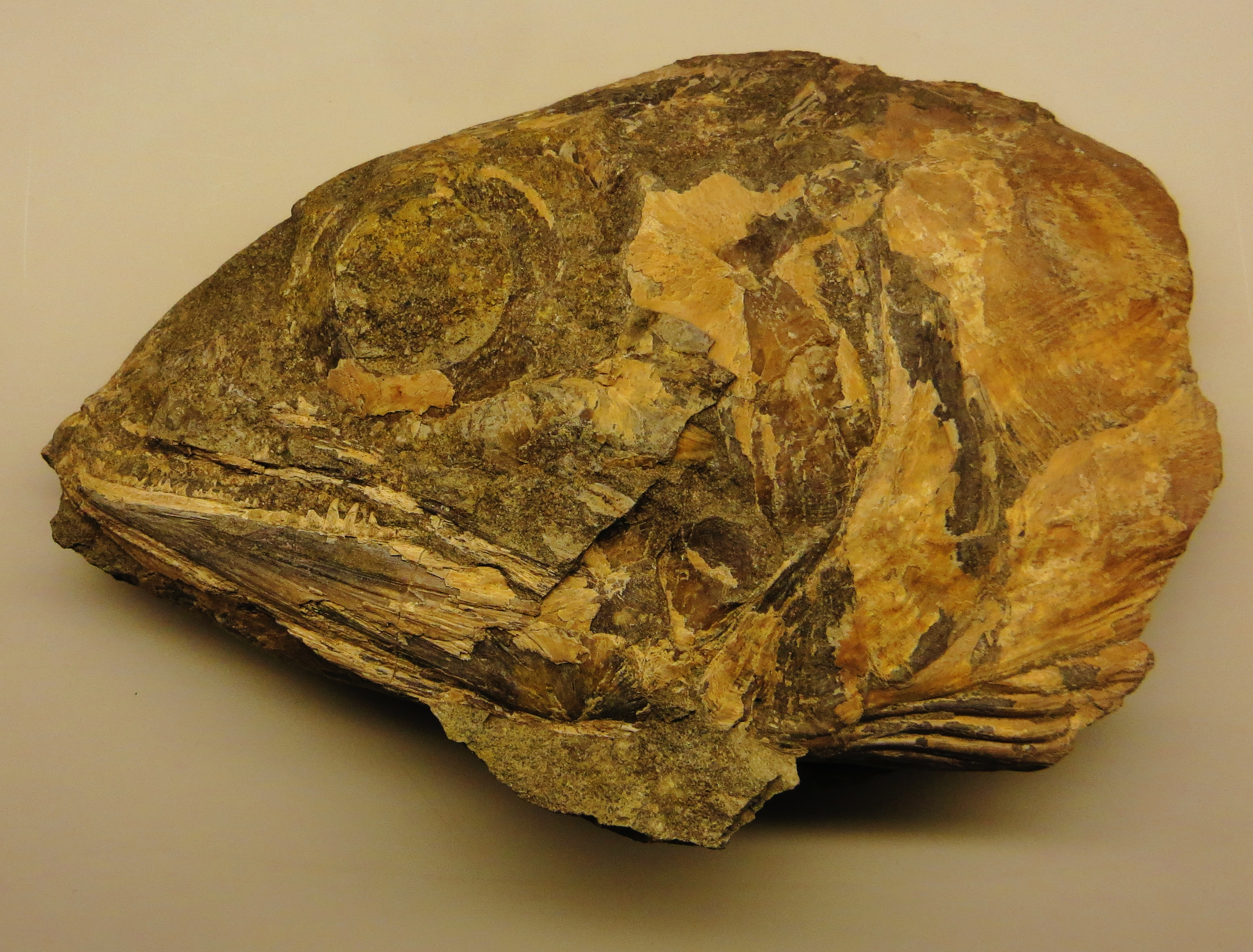
Cranio fossile di Pachycormus sp.